# Triệu Quốc Mạnh
Triệu Quốc Mạnh (sinh năm 1941) là luật sư, thẩm phán, giảng viên và chính khách đối lập thời Việt Nam Cộng hòa, cựu Chỉ huy trưởng Cảnh sát Quốc gia Đô thành Sài Gòn – Gia Định trong thời gian ngắn vào cuối tháng 4 năm 1975.

## Tiểu sử

### Thân thế và học vấn
Triệu Quốc Mạnh sinh năm 1941 tại tỉnh Trà Vinh thời Pháp thuộc. Sau khi Nhật đầu hàng và Pháp quay trở lại Đông Dương vào cuối năm 1945, thì cũng là lúc ông cùng bố mẹ mình từ quê Trà Vinh lên định cư tại Sài Gòn. Ông tốt nghiệp Trường Đại học Luật khoa Sài Gòn và tiếp tục theo học chương trình Tiến sĩ Kinh tế. Về sau ông trở thành vị thẩm phán trẻ tuổi nhất trong ngành tư pháp Việt Nam Cộng hòa khi mới 23 tuổi. Năm 1971, ông được bổ nhiệm làm Đệ nhất Phó Biện lý Tòa Sơ thẩm Sài Gòn – Gia Định.

### Sự nghiệp chính trị
Bên cạnh nghề thẩm phán, Triệu Quốc Mạnh còn bí mật tham gia hoạt động ngầm cho phía cộng sản. Ông gia nhập Đảng Cộng sản Việt Nam vào ngày 1 tháng 6 năm 1966 tại mật khu Gò Đen, tỉnh Long An và được tổ chức chỉ thị phải tìm cách thâm nhập vào sâu trong bộ máy chính quyền Việt Nam Cộng hòa. Ngoài ra, ông từng là thành viên thuộc Ban Trí vận Mặt trận Sài Gòn – Gia Định, một tổ chức quy tụ lực lượng thuộc thành phần thứ ba và tham gia vào các phong trào thanh niên, nhân sĩ trí thức phản đối chiến tranh Việt Nam. Ông cũng chính là một trong số những người tiên phong thành lập Tổ chức Nhân dân đòi thi hành Hiệp định Paris, góp phần thúc đẩy nền hòa bình cho cả hai miền Nam Bắc.
Trong những ngày cuối tháng 4 năm 1975, Tổng thống Dương Văn Minh đã bổ nhiệm ông làm Chỉ huy trưởng Cảnh sát Quốc gia Đô thành Sài Gòn – Gia Định thay thế Trang Sĩ Tấn vào tối ngày 28 tháng 4 năm 1975. Ông chính thức thi hành nhiệm vụ vào sáng 29 tháng 4 khi tới trụ sở Nha Cảnh sát Đô thành ra lệnh thả hết tù chính trị, cấm nổ súng và án binh bất động rồi cho giải thể bộ phận cảnh sát đặc biệt. Đêm hôm đó, để bảo đảm tính mạng, ông không về nhà mà đến ở nhờ chỗ khác. Dù ông chỉ giữ chức vụ này có một ngày, nhưng đã góp phần quan trọng vào việc tránh đổ máu và tạo điều kiện thuận lợi cho Quân Giải phóng tiếp quản Sài Gòn một cách nhanh chóng và tương đối hòa bình.

### Sau năm 1975
Sau ngày 30 tháng 4 năm 1975, luật sư Triệu Quốc Mạnh tiếp tục hoạt động trong lĩnh vực pháp lý và giáo dục. Từ năm 1988 đến năm 1995, ông là Chủ nhiệm Đoàn Luật sư Thành phố Hồ Chí Minh, Ủy viên Ủy ban Mặt trận Tổ quốc Việt Nam, Giám đốc Sở Tư pháp và Trưởng Ban Pháp chế Hội đồng nhân dân Thành phố Hồ Chí Minh. Ông cũng giảng dạy tại Đại học Tổng hợp Thành phố Hồ Chí Minh và là một trong những người sáng lập Trường Đại học Văn Hiến vào năm 1995. Ngoài ra, ông từng là Trọng tài viên của Tòa án Trọng tài Quốc tế tại Paris (1996–1998). Hiện tại, ông là Trưởng Văn phòng Luật sư M&C tại Thành phố Hồ Chí Minh.

## Tác phẩm
- Hồi ức Sài Gòn thời chiến tranh, Nhà xuất bản Trẻ, 2023
- Pháp luật đại cương và Nhà nước pháp quyền, Nhà xuất bản Tổng hợp TP. HCM, 2022.